# Conquistador (canção)
"Conquistador" foi a canção selecionada para representar Portugal no Festival Eurovisão da Canção 1989, interpretada em língua portuguesa pela banda Da Vinci. Foi a nona canção a ser interpretada na noite do evento, a seguir à canção norueguesa Venners nærhet, interpretada por Britt Synnøve e antes da canção sueca En Dag, interpretada por Tommy Nilsson. A canção ficou classificada em 16.º, com 39 pontos.

## Autores
- Letrista: Pedro Luís Neves
- Compositor: Ricardo Landum
- Orquestrador: Luís Duarte

## Letra
A canção fala-nos dos descobrimentos portugueses/expansão portuguesa, a aventura dos portugueses em descobrir ou achar novas terras: "Foram mil epopeias,
Vidas tão cheias, Foram oceanos de amor". Faz-se referência que a expansão portuguesa não foi fruto de apenas uns aventureiros, mas de todo um povo (das várias classes sociais: clero, nobreza e povo) que se espalhou pelo mundo, deixando vestígios culturais: "Era todo um povo 
Guiado pelos céus 
Espalhou-se pelo mundo 
Seguindo os seus heróis 
E levaram a luz da cultura Semearam laços de ternura".
A vocalista da banda (Iei Or) põe-se na pele de uma conquistadora diz que já tinha ido ao Brasil, Praia (Cabo Verde), Angola, Goa, Macau e Timor (referência a Timor-Leste). Todos aqueles locais foram antigas possessões portuguesas